# Caenocryptus alberti
Caenocryptus alberti är en stekelart som först beskrevs av William Harris Ashmead 1906.  Caenocryptus alberti ingår i släktet Caenocryptus och familjen brokparasitsteklar. Inga underarter finns listade.